# Gouvernement Tigran Sarkissian II
Pour les articles homonymes, voir Gouvernement Tigran Sarkissian.
Arménie
T. Sarkissian I T. Sarkissian III
Le gouvernement Tigran Sarkissian II est le gouvernement de l'Arménie du 3 juin 2012 au 19 avril 2013.

## Majorité et historique
Il s'agit du deuxième gouvernement formé par Tigran Sarkissian, à la suite des élections législatives arméniennes de 2012. Il est soutenu par le Parti républicain d'Arménie et État de droit.
Le gouvernement démissionne le 19 avril 2013, à la suite de l'élection présidentielle arménienne de 2013.

## Composition
- Les nouveaux ministres sont indiqués en gras, ceux ayant changé d'attributions en italique.

| Poste                                                                  | Titulaire | Titulaire          | Parti |
| ---------------------------------------------------------------------- | --------- | ------------------ | ----- |
| Premier ministre                                                       |           | Tigran Sarkissian  | HHK   |
| Ministre de l'Administration territoriale                              |           | Armen Gevorgian    | Sans  |
| Ministre de l'Agriculture                                              |           | Sergo Karapetyan   | OEK   |
| Ministre des Affaires étrangères                                       |           | Edouard Nalbandian | HHK   |
| Ministre de la Culture                                                 |           | Hasmik Poghosian   | Sans  |
| Ministre de la Défense                                                 |           | Seyran Ohanian     | Sans  |
| Ministre du Développement urbain                                       |           | Samvel Tadevosian  | Sans  |
| Ministre de la Diaspora                                                |           | Hranouch Hakobian  | Sans  |
| Ministre de l'Économie                                                 |           | Tigran Davtian     | HHK   |
| Ministre de l'Éducation et des Sciences                                |           | Armen Achotian     | HHK   |
| Ministre des Finances                                                  |           | Vache Gabrielian   | HHK   |
| Ministre des Infrastructures énergétiques et des Ressources naturelles |           | Levon Yolian       | Sans  |
| Ministre de la Justice                                                 |           | Gevorg Danielian   | HHK   |
| Ministre de la Protection de la nature                                 |           | Aram Harutyunian   | HHK   |
| Ministre de la Santé                                                   |           | Derenik Dumanian   | Sans  |
| Ministre des Situations d'urgence                                      |           | Mher Chahgeldian   | OEK   |
| Ministre des Sports et des Affaires de la jeunesse                     |           | Hrachya Rostomian  | Sans  |
| Ministre des Transports et des Communications                          |           | Gagik Beglarian    | HHK   |
| Ministre du Travail et des Affaires sociales                           |           | Artem Asatrian     | HHK   |